# 2025年亚洲冬季运动会
第九届亚洲冬季运动会，即2025年亞洲冬季運動會，於2025年2月7日至2月14日在中华人民共和国黑龙江省哈尔滨市舉辦。这是哈尔滨市第二次、中国第三次举办该赛事。

## 历史
2023年7月7日，在泰国曼谷召开的第42届亚洲奥林匹克理事会全体代表大会上决议哈尔滨获得2025年亚洲冬季运动会的主办权。
2024年2月29日，亚奥理事会宣布2025年亚洲冬季运动会的举办时间为2025年2月7日到2月14日。

## 申办

### 正式申办
- 中华人民共和国哈尔滨市[4][5]（成功申辦）：

2023年6月28日，黑龍江省和哈尔滨市已经分别向亚奥理事会递交了申办文件，正式申办2025年第九届亚洲冬季运动会。2023年7月4日，哈尔滨申办2025年第九届亚冬会代表团第一批人员启程，出席8日在曼谷举行的亚奥理事会全体会员国大会，代表團将会向奥委会成员进行陈述，充分展现独特冰雪文化魅力和冰城人民对冰雪运动的热爱。

### 有意申辦
- 大韩民国首爾或江原道（平昌）或全州市[8]

## 運動會標誌
2024年1月11日，亞冬會組委會公布本屆賽會口號、會徽、吉祥物：
- 口號：「冰雪同夢，亞洲同心」（Dream of Winter, Love among Asia）
- 吉祥物：「濱濱」和「妮妮」（原型是2023年9月出生於黑龍江東北虎林園的兩隻東北虎，寓意「哈爾濱歡迎您」，將東北地區獨特的自然和文化遺產——東北虎擬人化，並與奧林匹克精神融合設計）

## 火炬、奖牌和会歌
2024年10月30日，在亚冬会倒计时100天时，组委会正式公布了本届运动会的火炬、奖牌设计，以及本届亚冬会会歌：
- 火炬：主题为「澎湃」，火炬整体高度约为735毫米，造型为哈尔滨的市花丁香花，出火口使用了丁香花花蕊的镂空设计，形成立体效果。2025年2月3日，哈尔滨亚冬会火炬传递仪式举行。[11]2月7日，哈尔滨亚冬会主火炬点燃。[12]
- 奖牌：主题为「竞速精神」，正面除了本届亚冬会会徽外，融入了哈爾濱大劇院的线条设计，背面融合了亚布力赛区和小兴安岭等元素，顶部亚奥理事会标志太阳中心镶嵌了一颗逊克北红玛瑙。绶带设计借鉴了太阳岛风景区的太阳门。
- 会歌：《尔滨的雪》，作词王平久，作曲为常石磊，由易烊千玺和单依纯担任音樂錄影帶演唱者。改编自2022年北京冬奥会闭幕式演职人员联欢歌曲《我们在一起》[13]。
- 開幕式主題歌推廣曲：《點亮亞洲》，作詞梁芒，作曲栾凱，由王一博主唱。[14]

## 比赛场馆
本届赛事所有场馆均为既有场馆，分为哈尔滨冰上赛区和亚布力雪上赛区。
| 场馆                       | 比赛项目                                                     | 赛时座位数 | 位置           |
| -------------------------- | ------------------------------------------------------------ | ---------- | -------------- |
| 哈尔滨国际会议展览体育中心 | 开幕式、闭幕式                                               | 10603      | 南岗区         |
| 哈尔滨冰雪大世界           | 开幕式、闭幕式（主火炬台）                                   |            | 松北区         |
| 黑龙江省冰上训练中心速滑馆 | 速度滑冰                                                     | 1594       | 南岗区         |
| 黑龙江省冰上训练中心综合馆 | 短道速滑、花样滑冰                                           | 2767       | 南岗区         |
| 哈尔滨市平房区冰壶馆       | 冰壶                                                         | 216        | 平房区         |
| 哈尔滨体育学院大学生滑冰馆 | 男子、女子冰球                                               | 2200       | 南岗区         |
| 哈尔滨市冰球馆             | 男子冰球                                                     | 5304       | 道外区         |
| 黑龙江省亚布力体育训练基地 | 高山滑雪、越野滑雪、自由式滑雪、单板滑雪、滑雪登山、冬季两项 |            | 尚志市亚布力镇 |

## 开闭幕式

### 开幕式
开幕式于北京时间2025年2月7日晚在哈尔滨举行，出席嘉宾包括：
- 中共中央总书记、国家主席习近平（宣布开幕）和夫人彭丽媛
- 其他党和国家领导人：蔡奇、王毅、何立峰、王小洪、谌贻琴
- 國際奧委會主席托马斯·巴赫
- 亞奧理事會第一副主席霍震霆和其他官员
- 苏丹哈吉·哈桑纳尔·博尔基亚
- 总统萨德尔·扎帕罗夫和夫人扎帕罗娃
- 巴基斯坦总统扎尔达里
- 泰國总理佩通坦·钦那瓦
- 国会议长禹元植和夫人申敬惠
- 香港特别行政區行政長官李家超[18]
- 澳門特别行政區行政長官岑浩輝[19]

哈尔滨亚冬会组委会主席、黑龙江省人民政府省长梁惠玲，哈尔滨亚冬会组委会主席、中国奥委会主席高志丹，亚奥理事会第一副主席霍震霆分别致辞。
开幕式最后的主火炬点燃仪式由以下四位运动员依次传递火炬：
1. 杨扬（2002年盐湖城冬季奥运会短道速滑女子1000米冠军）
2. 韩晓鹏（2006年都灵冬季奥运会男子空中技巧赛冠军）
3. 王镇（2016年里约奥运会男子20公里竞走冠军）
4. 张虹（2014年索契冬季奥运会女子竞速滑冰1000米冠军，本届亚冬会主火炬塔点燃者）

本届亚冬会的主火炬点燃仪式在哈尔滨冰雪大世界举行，其主火炬塔名为“雪韵丁香”，高28.55米，底部平台搭载7080颗LED光源与120米软灯带勾勒花瓣轮廓。哈尔滨冰雪大世界亦作为本届亚冬会开幕式的分会场。

### 闭幕式
閉幕式于北京时间2025年2月14日晚在哈尔滨举行，闭幕式以“春暖冰城，情动亚洲”为主题，出席嘉宾包括：
- 中共中央政治局常委、国务院总理李强
- 中国国务委员吴政隆、谌贻琴
- 亞奧理事會第一副主席霍震霆和其他官员
- 庫克群島总理马克·布朗和夫人达夫妮·霍斯金·布朗
- 蒙古国总理奥云额尔登

高志丹和霍震霆分别致辞。本届亚冬会组委会副主席兼秘书长、哈尔滨市市长王合生将亚奥理事会会旗经霍震霆交接给下一届亚冬会组委会主席、沙特奥委会主席阿卜杜勒阿齐兹亲王。

## 转播商
- 中国大陆
  - 中央广播电视总台：CCTV-1（仅开闭幕式）、CCTV-2（仅开幕式）、CCTV-3（仅开幕式）、CCTV-5、CCTV-5+、CCTV-7（仅开幕式）、CCTV-13（仅开闭幕式）、CCTV-16、CCTV-17（仅开幕式）、CCTV-4K、CCTV-8K，CNR
  - 黑龙江广播电视台：黑龙江卫视（仅开幕式）
- 香港-香港電台：港台電視32
- 臺灣-愛爾達電視
- -KBS、MBC、SPOTV（英语：SPOTV）
- -哈薩克斯坦廣播電視公司[24]

## 竞赛项目
本届亚冬会共设置6大项11分项64小项，混合双人冰壶、滑雪登山、自由式滑雪空中技巧双人首次进入亚冬会，其中滑雪登山为2026年冬奥会新设立的大项。
- 短道速滑（詳細）（9）
- 速度滑冰（詳細）（14）
- 冰壶（詳細）（3）
- 高山滑雪（詳細）（2）
- 花样滑冰（詳細）（4）
- 冰球（詳細）（2）
- 越野滑雪（詳細）（6）
- 自由式滑雪（詳細）（11）
- 单板滑雪（詳細）（6）
- 滑雪登山（詳細）（3）
- 冬季两项（詳細）（4）

## 赛程
2025年1月1日，组委会更新了亚冬会竞赛单元赛程。速度滑冰比赛颁发金牌最多，共14枚，其次是自由式滑雪，颁发11枚金牌。
| 开 | 开幕式 | ● | 赛事比赛 | 1 | 决赛 | 闭 | 闭幕式 |

| 项目/日期→ | 项目/日期→ | 2025年2月 | 2025年2月 | 2025年2月 | 2025年2月 | 2025年2月 | 2025年2月 | 2025年2月 | 2025年2月 | 2025年2月 | 2025年2月 | 2025年2月 | 2025年2月 | 项目 |
| 项目/日期→ | 项目/日期→ | 3 周一    | 4 周二    | 5 周三    | 6 周四    | 7 周五    | 8 周六    | 9 周日    | 10 周一   | 11 周二   | 12 周三   | 13 周四   | 14 周五   | 项目 |
| ---------- | ---------- | --------- | --------- | --------- | --------- | --------- | --------- | --------- | --------- | --------- | --------- | --------- | --------- | ---- |
| 仪式       | 仪式       |           |           |           |           | 开        |           |           |           |           |           |           | 闭        |      |
| 高山滑雪   | 高山滑雪   |           |           |           |           |           | 1         | 1         |           |           |           |           |           | 2    |
| 冬季两项   | 冬季两项   |           |           |           |           |           |           |           |           | 2         |           | 2         |           | 4    |
| 越野滑雪   | 越野滑雪   |           |           |           |           |           | 2         | 1         | 1         |           | 2         |           |           | 6    |
| 冰壶       | 冰壶       |           | ●         | ●         | ●         | ●         | 1         | ●         | ●         | ●         | ●         | ●         | 2         | 3    |
| 花样滑冰   | 花样滑冰   |           |           |           |           |           |           |           |           | ●         | 2         | 2         |           | 4    |
| 自由式滑雪 | 自由式滑雪 |           |           |           |           |           | 2         | 2         | 1         | 4         | 2         |           |           | 11   |
| 冰球       | 冰球       | ●         | ●         | ●         | ●         | ●         | ●         | ●         | ●         | ●         | ●         | ●         | 2         | 2    |
| 短道速滑   | 短道速滑   |           |           |           |           | ●         | 5         | 4         |           |           |           |           |           | 9    |
| 滑雪登山   | 滑雪登山   |           |           |           |           |           |           | 2         |           |           | 1         |           |           | 3    |
| 单板滑雪   | 单板滑雪   |           |           |           |           |           | 2         |           | 2         |           | ●         | 2         |           | 6    |
| 速度滑冰   | 速度滑冰   |           |           |           |           |           | 4         | 3         | 3         | 4         |           |           |           | 14   |
| 小项总计   | 小项总计   |           |           |           |           |           | 17        | 13        | 7         | 10        | 7         | 6         | 4         | 64   |
| 累计金牌   | 累计金牌   |           |           |           |           |           | 17        | 30        | 37        | 47        | 54        | 60        | 64        |      |
| 项目/日期→ | 项目/日期→ | 3 周一    | 4 周二    | 5 周三    | 6 周四    | 7 周五    | 8 周六    | 9 周日    | 10 周一   | 11 周二   | 12 周三   | 13 周四   | 14 周五   | 项目 |
| 项目/日期→ | 项目/日期→ | 2025年2月 |           |           |           |           |           |           |           |           |           |           |           | 项目 |

## 參與國家及地區
以下为参赛的34个国家及地区：
- 阿富汗（3）[29]
- 巴林（18）[30]
- 不丹（1）[31]
- 柬埔寨（4）[32]
- 中国（170）[33]（主办国）
- 朝鲜（3）[34]
- 中国香港（74）[35]
- 印度（59）[36]
- 印度尼西亚（6）[37]
- 伊朗（14）[38]
- 日本（151）[39]
- 约旦（1）[40]
- （138）[41]
- 韩国（150）[42]
- 科威特（65）[43]
- （50）[44]
- 黎巴嫩（17）[45]
- 中国澳门（21）[46]
- 马来西亚（8）
- 蒙古（80）[47]
- 尼泊尔（4）[48]
- 巴基斯坦（2）[49]
- 菲律宾（20）[50]
- （15）[51]
- 沙特阿拉伯（8）[52]
- 新加坡（23）
- 斯里兰卡（4）[53]
- 中华台北（67）[54]
- （4）[55]
- 泰国（99）[56]
- （25）[57]
- 阿拉伯联合酋长国（7）[58]
- （24）[59]
- 越南（1）[60]

## 奖牌榜
此次赛事共有9个代表团获得至少1枚奖牌，创下历史新高。菲律宾、泰国和中华台北均首次夺得亚洲冬季运动会奖牌，其中菲律宾成为历史上首个获得该赛事金牌的热带国家。主办国中国以32枚金牌、27枚银牌和26枚铜牌的成绩高居奖牌榜榜首，金牌数追平亚洲冬季运动会历史上单个代表团单届比赛最佳纪录，总奖牌数则刷新亚洲冬季运动会史上单个代表团单届比赛的新高。

  *   主办国家/地区（中国）
| 排名                | 代表团              | 金牌 | 銀牌 | 銅牌 | 总计 |
| ------------------- | ------------------- | ---- | ---- | ---- | ---- |
| 1                   | 中国（CHN）*        | 32   | 27   | 26   | 85   |
| 2                   | 韩国（KOR）         | 16   | 15   | 14   | 45   |
| 3                   | 日本（JPN）         | 10   | 12   | 15   | 37   |
| 4                   | （KAZ）             | 4    | 9    | 7    | 20   |
| 5                   | 菲律宾（PHI）       | 1    | 0    | 0    | 1    |
| 5                   | （UZB）             | 1    | 0    | 0    | 1    |
| 7                   | 朝鲜（PRK）         | 0    | 1    | 0    | 1    |
| 8                   | 泰国（THA）         | 0    | 0    | 1    | 1    |
| 8                   | 中华台北（TPE）     | 0    | 0    | 1    | 1    |
| 总计（共9个代表团） | 总计（共9个代表团） | 64   | 64   | 64   | 192  |

## 赞助商
| 第9届亚洲冬季运动会赞助商                                                                               |
| --- |
| 官方合作伙伴 - 中国东方航空 - 361度 - 中国联通 - Bornan体育 - 中国飞鹤 - 吉利汽车 - 哈尔滨银行-中国银行 |
| 官方贊助商 - 安恒信息 - 中国平安 - 三特北派 - 中国石油 - 哈尔滨交通集团                                 |
| 官方独家供应商 - 哈尔滨创业投资集团 - 冀栅                                                              |

## 比賽事件

### 土庫曼斯坦對戰中國香港男子冰球比賽打架事件
2025年2月9日，在哈爾濱冰球館舉行的男子冰球C組比賽，土庫曼斯坦對戰中國香港，後者以5比1獲勝賽事結束後，中國香港隊運動員被個別土庫曼斯坦運動員襲擊而受傷。兩名受傷的球員經代表團醫生及當地醫院診斷後，並無大礙，情況穩定。
當值裁判宣佈，因为“打架”对多夫列特米亚拉多夫、盖尔季米亚罗多夫和卡卡巴耶夫三名土庫曼斯坦運動員进行“5分钟大罚+20分钟违例”处罚。而國際冰球總會宣佈，包括上述3人在內的涉事4名土庫曼斯坦運動員處以即時禁賽處分，意味4人不得參加餘下賽事。

### 女子冰壶循环赛韩国观众大喊干扰中国队投壶
2月11日，韩国队与中国队在女子冰壶循环赛中交手，最终中国队3-4惜败一分于韩国队。在中国队四垒选手王芮最后一投之前，现场韩国观众以大喊的方式发出两次声音干扰其投壶，引起中国队队员抱怨。

## 网络攻击
中国国家计算机病毒应急处理中心于2025年4月3日发布报告称，2025年1月26日至2月14日期间，亚冬会赛事信息系统和黑龙江省内关键信息基础设施遭受大量来自境外的网络攻击，攻击源主要来自美国、荷兰等地。赛事网络安全保障团队怀疑，此次网络攻击背后有美国政府支持。哈尔滨市公安局调查后，认定攻击行动由美国国家安全局下属的特定入侵行动办公室组织实施，加州大学和弗吉尼亚理工大学两所高校也参与其中。哈尔滨警方据此对3名美国国安局特工发出通缉。